# Puberdade

Fases da puberdade numa adolescente

Fase da puberdade em um adolescente

Puberdade é o período em que o corpo de uma criança desenvolve-se física e mentalmente para a fase adulta, tornando-se maduro e capacitado para realizar reprodução sexual. É iniciado por sinais hormonais do cérebro para as gônadas: os ovários em uma mulher, e os testículos em um homem. Em resposta aos sinais, as gônadas produzem hormônios que estimulam a libido e o crescimento, função e transformação do cérebro, ossos, músculos, sangue, pele, cabelo, seios e órgãos sexuais. O crescimento físico — altura e peso — acelera na primeira metade da puberdade e é concluído quando um corpo adulto é desenvolvido. Antes da puberdade, os órgãos sexuais externos, conhecidos como características sexuais primárias, são características sexuais que distinguem homens e mulheres. A puberdade leva ao dimorfismo sexual por meio do desenvolvimento das características sexuais secundárias, que distinguem ainda mais os sexos.
Em homens, a puberdade é iniciada com o aumento dos testículos, nas mulheres ela é iniciada com o aparecimento do broto mamário. Uma vez iniciada, pode durar de 2 a 4 anos, no fim do processo o corpo tem o total alcance da capacidade reprodutiva, e uma altura quase definitiva, depois disso ainda pode haver o crescimento de barba e pelos no peito, abdômen, costas, braços e pernas. Nesta fase, são observadas mudanças tais como: crescimento de pelos, crescimento dos testículos e aparecimento dos seios, aumento do quadril nas meninas e tórax nos rapazes.
O marco principal da puberdade para os homens é a primeira ejaculação, que ocorre em média aos treze anos. Para as mulheres, é o início da menstruação, que ocorre em média entre 12 e 13 anos. No século XXI, a idade média em que as crianças atingem a puberdade é menor em comparação com o século XIX, quando tinha 15 anos para meninas e 16 para meninos. Este é, possivelmente, devido aos produtos químicos em alimentos ou uma melhor nutrição.
Os hormônios sexuais se diferem para os homens e as mulheres, mas não são totalmente exclusivos de cada sexo. Nos homens, os testículos secretam entre outros hormônios a testosterona e nas mulheres o ovário fabrica o estrógeno.
As gônadas e as suprarrenais de ambos os sexos produzem o estrógeno e testosterona, mas é variável a quantidade. As características biológicas são universais e ocorrem de forma semelhante em todos os seres humanos.
A puberdade também mexe com o emocional dos adolescentes e também em seu comportamento, principalmente em seu desejo sexual.
Tanto no menino quanto na menina, não proporciona apenas mudanças físicas mas, sobretudo, psicológicas. As alterações hormonais despertam a sensibilidade sexual e, consequentemente, é neste período que muitos adolescentes começam esporadicamente a ter relações sexuais.

## Tipos de puberdade

### Puberdade precoce
A puberdade precoce ocorre quando as características pertencentes às meninas ocorrem antes dos 9 anos de idade e nos meninos antes dos 10 anos. Todavia, este período está chegando cada vez mais cedo para meninas. Um estudo dinamarquês aponta que as garotas estão entrando nesta fase antes dos dez anos. No século XIX a idade era de 15 anos para as meninas e 17 anos para os meninos.

### Puberdade atrasada
Em algumas meninas a partir dos 13 anos de idade e em meninos a partir dos 14 anos de idade, ocorrem à ausência de qualquer característica de desenvolvimento físico ou sexual, neste caso é considerada a puberdade atrasada. Alguns especialistas aconselham a procura de um profissional adequado para acompanhar os casos de puberdade.
Em algumas meninas o surgimento das mamas pode demorar a vir, o normal é que venha dos 10 ao 14 anos de idade. A partir dos 15 anos, é aconselhável a procura de um especialista.
Já nos meninos,  a puberdade pode demorar a vir até aos 15 anos de idade. Os meninos ficam relativamente menores que as meninas, mas depois de um tempo, é comum a ultrapassagem de altura.

## Puberdade masculina

### Transformações
No menino, as transformações começam um pouco mais tarde, por volta dos 9 aos 14 anos, e são muito mais demoradas que nas meninas.  Os primeiros sinais dessa transformação são, basicamente, o aumento no tamanho dos órgãos genitais, o nascimento da barba e o aparecimento de pelos na região pubiana, nas pernas, nos braços e no peito.

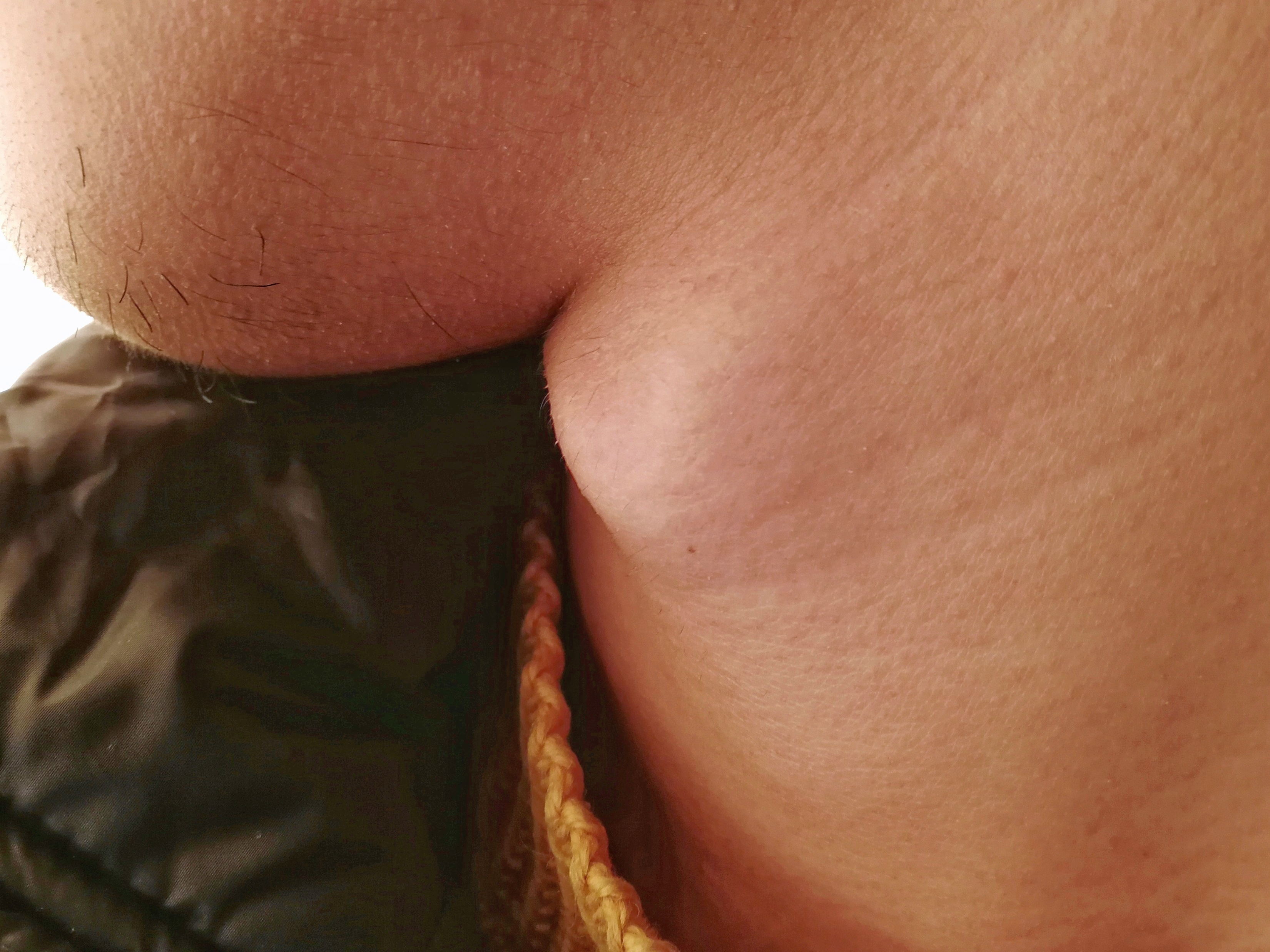
O pomo-de-adão ou maçã-de-adão, conhecido vulgarmente por gogó.

Esse crescimento dos pelos depende da genética e varia muito de pessoa para pessoa. Além disso, essas mudanças são acompanhadas de modificação da voz, a qual fica mais grave. O esqueleto se alonga, os músculos se enrijecem, o tronco e os ombros alargam e a pele se torna muito mais gordurosa, o que favorece o aparecimento da acne. É nessa época que os meninos já podem ter sua primeira ejaculação.

### Ereções indesejadas
Ejaculações durante o sono são conhecidas popularmente como polução noturna. O pênis pode ficar ereto regularmente durante o sono, e os homens podem acordar com uma ereção. Uma vez que um menino atinge certa idade, ereções ocorrem com muito mais frequência devido à puberdade. As ereções podem ocorrer espontaneamente a qualquer hora do dia, e ela pode ocorrer até mesmo ao se vestir. Ereções são comuns para crianças e bebês, e pode mesmo ocorrer antes do nascimento. As espontâneas são normais, mas podem ser embaraçosas se acontecerem em público, como em uma sala de aula ou sala de estar.

### Características
- surgimento de pelos nos púbis, nas axilas e no peito;
- aumento dos testículos e do pênis;
- crescimento da barba;
- voz grave;
- ombros mais largos;
- aumento da massa muscular;
- início da produção de espermatozoides (semenarca);
- aumento do peso e da estatura;
- surgimento de pelo no dedão do pé.[9]

## Puberdade feminina

### Transformações
A puberdade feminina se inicia, em geral, entre 8 e 13 anos, variando esse período de pessoa para pessoa. Em geral, a puberdade tem inicio com a primeira menstruação (menarca), que coincide com o surgimento de uma série de transformações do corpo que já se vinham manifestando na fase conhecida como pré-puberal.
Geralmente a partir dos dez anos a menina cresce vários centímetros em pouco tempo, sua cintura se afina, os quadris se alargam, os seios começam a avolumar-se e surge uma leve pilosidade no púbis e nas axilas.
Paralelamente, as glândulas sudoríparas se desenvolvem, tornando o odor do corpo mais intenso e provocando maior sudorese nas axilas. Essas mudanças, causam uma certa sensação de insegurança e inquietação na menina, culminam com a primeira menstruação. Durante os dois anos seguintes à primeira menstruação os ciclos podem ser ainda irregulares, mais longos ou mais breves.
As transformações que se verificam no período pré-púbere são resultados da atividade dos ovários, sobre a qual atua a hipófise. Ao nascer, a menina tem no ovário entre duzentos mil e quatrocentos mil óvulos, dos quais apenas cerca de quatrocentos serão utilizados ao longo de todo período fértil (até os 50-55 anos).

### Menstruação
O primeiro sangramento menstrual é conhecido como menarca. No Canadá, a idade média da menarca é 12,72 e no Reino Unido é 12,9. O tempo entre períodos menstrual não é sempre regular nos dois primeiros anos após a menarca. Ovulação é necessária para a fertilidade, mas pode ou não acompanhar as primeiras menstruações. A iniciação da ovulação após a menarca não é inevitável. A alta proporção de meninas com irregularidade continuou nos anos de ciclo menstrual de várias menarca continuarão a ter irregularidade prolongada e anovulação, e estão em maior risco para a fertilidade reduzida. Nubilidade é usado para designar realização de fertilidade.

### Características[21]
- alargamento dos ossos da bacia;
- início do ciclo menstrual (menarca);
- surgimento de pelos nos púbis e nas axilas;
- depósito de gordura nas nádegas, nos quadris e nas coxas;
- desenvolvimento dos seios.[9]

## Maturação sexual
A maturação sexual abrange o desenvolvimento das gônadas, órgãos de reprodução e caracteres sexuais secundários. Existe uma ampla variação normal da idade de início e da velocidade de progressão da maturação sexual dentro de uma população. Na maioria das vezes os estágios de maturação sexual ocorrem numa sequência constante.
No sexo masculino os sinais de maturação sexual costumam ocorrer na seguinte sequência: aumento dos testículos e da bolsa escrotal (média aos nove e dez anos de idade), crescimento de pelos pubianos (em torno de 11, 12 anos de idade), pelos axilares, pelos sobre o lábio superior, na face e em outras partes do corpo, mudanças da laringe e da voz e crescimento do pênis. A mudança na voz ocorre em média entre 11 a 15 anos de idade.

## Caracteres sexuais secundários

### Masculino
- Primeira ejaculação, o menino, em alguns casos,[23] já pode gerar filhos;[24]
- Crescimento do pênis e testículos;
- Aparecimento de pelos na zona púbica, nas axilas, no rosto e no peito;
- Crescimento lento e prolongado;
- Aumento dos músculos
- Aumento dos ombros;
- A voz torna-se mais grave.

### Feminino
- Desenvolvimento das glândulas mamárias;
- Aparecimento de pelos na zona púbica e nas axilas;
- Crescimento rápido e curto;
- Aumento da bacia (ficando com o quadril mais largo);
- Ocorre a primeira menstruação, a menina já pode gerar filhos.